# Cirriformia filigera
Cirriformia filigera är en ringmaskart som först beskrevs av Delle Chiaje 1828.  Cirriformia filigera ingår i släktet Cirriformia och familjen Cirratulidae.

## Underarter
Arten delas in i följande underarter:
- C. f. meridionalis
- C. f. nesophila